# Титанія (супутник)
Тита́нія — найбільший супутник Урана і восьмий за розміром супутник у Сонячній системі. Її діаметр становить 1578 км, середня відстань від центра планети — 439 тис. км. Орбіта супутника повністю розташовується всередині магнітосфери Урана. Відкрита Вільямом Гершелем 1787 року. Названа на честь королеви фей у творі Вільяма Шекспіра «Сон літньої ночі».
Титанія складається приблизно з рівної кількості каменю і льоду та, ймовірно, диференційована на кам'яне ядро і крижану мантію. На їхній границі, можливо, існує шар рідкої води. Поверхня Титанії — відносно темна з червонуватим відтінком — мабуть була сформована за рахунок зіткнень з астероїдами і кометами та ендогенних процесів. Вона покрита численними кратерами, які досягають 326 км у діаметрі, але в набагато меншій кількості, ніж поверхня Оберона. На Титанії, ймовірно, відбулося раннє ендогенне відновлення поверхні, яке стерло її стару, сильно поцятковану кратерами, поверхню. Поверхня Титанії прорізана системою величезних каньйонів та обривів, що утворилися при розтягу кори в результаті розширення надр на ранньому етапі її історії. Як і всі основні супутники Урана, Титанія, ймовірно, утворилася з акреційного диска, що оточував планету одразу після її формування.
Інфрачервона спектроскопія, виконана з 2001 до 2005, показала наявність на поверхні Титанії водяного льоду і вуглекислого газу. Це вказує на те, що супутник може мати незначну сезонну атмосферу, що складається з вуглекислого газу з атмосферним тиском близько 10−11 бар.
Титанію, як і взагалі систему Урана, вивчав з близької відстані лише один космічний апарат — «Вояджер-2». Він пролетів поруч із супутником у січні 1986 року і зробив декілька знімків, які дозволили вивчити близько 40 % поверхні.

## Назва
Титанія була відкрита Вільямом Гершелем 11 січня 1787 року, в той самий день він виявив другий за величиною супутник Урана — Оберон. Пізніше Гершель повідомив про відкриття ще чотирьох супутників, але ці спостереження виявилися помилковими. Протягом 50 років після відкриття Титанію та Оберон не спостерігав ніхто, крім Гершеля, через слабкість телескопів того часу, але зараз ці супутники можна спостерігати з Землі з допомогою любительських телескопів високого класу.

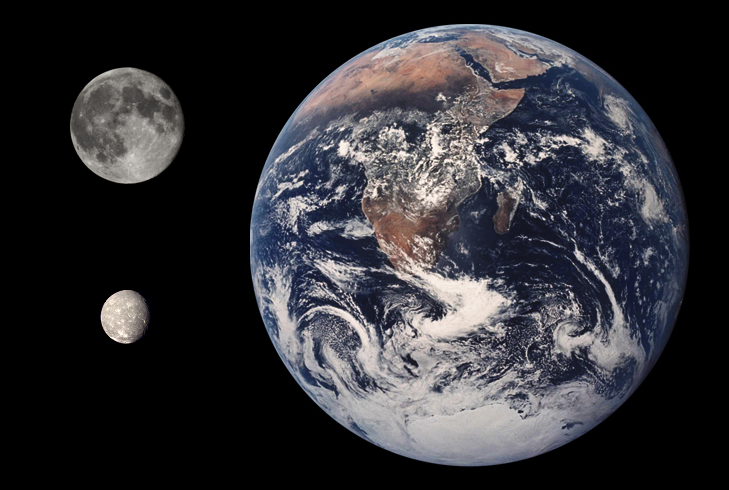
Порівняння розмірів Землі, Місяця і Титанії.

Спочатку Титанію називали «першим супутником Урана», а 1848 року Вільям Ласселл дав їй ім'я «Уран I», хоча він іноді і використовував нумерацію Вільяма Гершеля, де Титанія і Оберон іменувалися як Уран II і Уран IV відповідно. Нарешті, 1851 року Лассел перейменував чотири відомих на той момент супутника римськими цифрами у порядку їх віддаленості від планети, і з тих пір Титанія має назву Уран III.
Згодом усі супутники Урана були названі на честь персонажів творів Вільяма Шекспіра та Александра Поупа. Титанія отримала свою назву на честь Титанії — королеви фей із п'єси «Сон літньої ночі». Найменування для всіх чотирьох на той момент відомих супутників Урана були запропоновані сином Гершеля — Джоном — 1852 року на прохання Вільяма Лассела, який за рік до того виявив два інших супутника — Аріель і Умбріель.

## Орбіта
Титанія розташовується на відстані близько 436 000 км від Урана. Вона є другою за віддаленістю серед п'яти його великих супутників. Її орбіта майже колова і слабо нахилена до екватора Урана. Орбітальний період становить близько 8,7 днів і збігається з періодом обертання. Іншими словами, Титанія — синхронний супутник (завжди повернутий до Урана однією і тією ж стороною).
Орбіта Титанії повністю розташовується всередині магнітосфери Урана і тому з її веденою півкулею постійно зіштовхуються частинки магнітосферної плазми, яка рухається по орбіті набагато швидше Титанії (з періодом, що дорівнює періоду осьового обертання Урана). Можливо, бомбардування цими частинками і призводить до потемніння цієї півкулі, що спостерігається у всіх супутників Урана, крім Оберона.
Оскільки Уран обертається навколо Сонця «на боку», а з площиною його екватора приблизно збігається площина екватора (і орбіти) його великих супутників, зміна сезонів на них дуже своєрідна. Північний і південний полюси Титанії 42 роки перебувають у повній темряві і 42 роки неперервно освітлені, причому на кожному із полюсів при літньому сонцестоянні Сонце майже досягає зеніту. Проліт «Вояджера-2» над Титанією 1986 року збігся з літнім сонцестоянням у південній півкулі, в той час як північний полюс був у тіні. Раз у 42 роки — під час рівнодення на Урані — Сонце (і разом з ним Земля) проходить через його екваторіальну площину, і тоді можна спостерігати взаємні покриття його супутників. Декілька таких явищ спостерігалося у 2007—2008 роках (в тому числі покриття Титанії Умбріелем 15 серпня і 8 грудня 2007 року).

## Склад і внутрішня будова

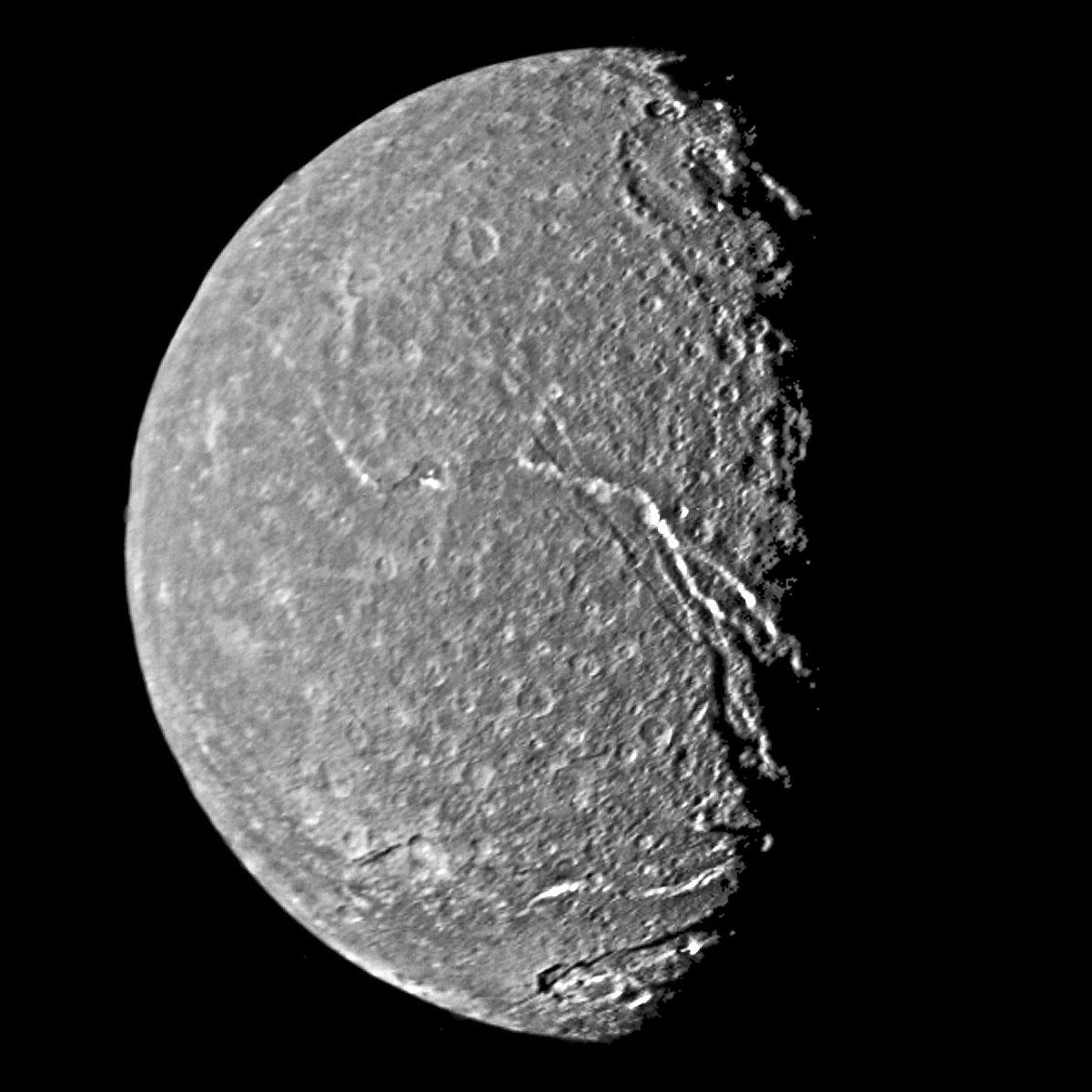
Зображення Титанії, отримане з допомогою космічної станції «Вояджер-2», на якому видно величезні тріщини

Титанія — найбільший і наймасивніший супутник Урана і восьмий за масою супутник у Сонячній системі. Її густина — 1,71 г/см3 — набагато вища типової густини супутників Урана, з чого можна зробити висновок, що супутник на 50 % складається з водяного льоду, на 30 % із каменю і на 20 % із метану. З допомогою інфрачервоної спектроскопії, виконаної в 2001—2005 роках, було підтверджено наявність водяного льоду на поверхні супутника. Його смуги поглинання сильніше виражені на ведучій півкулі (направленій у бік руху по орбіті), ніж на веденій. Ця ситуація обернена до спостережуваної на Обероні. Причини цієї асиметрії невідомі і вважається, що вони пов'язані з бомбардуванням поверхні зарядженими частинками з магнітосфери Урана, яка діє саме на ведену півкулю супутника. Іони можуть розпилювати водяний лід, розкладати метан, що утворює з льодом газовий гідрат (клатрат), та інші органічні речовини, в результаті чого утворюється темна багата вуглецем суміш речовин.
Крім водяного льоду, з допомогою інфрачервоної спектроскопії на Титанії виявлено вуглекислий газ. Він розташовується переважно на веденій півкулі. Його походження не зовсім зрозуміле. Він міг утворитися на поверхні з карбонатів чи органічних речовин під дією сонячного ультрафіолетового випромінювання або іонів, що прибувають із магнітосфери Урана. Останнє може пояснити асиметрію у розподілі вуглекислого газу по поверхні супутника, тому що ці іони бомбардують саме ведену півкулю. Інше можливе джерело — дегазація водного льоду на поверхні Титанії. В такому випадку вивільнення CO2 могло б бути пов'язаним із минулою геологічною активністю Титанії.
Можливо, Титанія диференційована на кам'яне ядро і крижану мантію. Якщо це так, то з врахуванням складу цього супутника можна вирахувати, що маса ядра становить 58 % маси Титанії, а його радіус — 66 % від радіуса супутника (близько 520 км). Тиск у центрі Титанії — близько 0,58 ГПа (5,8 кбар). Стан крижаної мантії залишається невідомим. Якщо лід містить достатню кількість аміаку або іншого антифризу, то на границі ядра і мантії може бути рідкий океан. Якщо він дійсно існує, його товщина може досягати 50 км, а його температура становить близько 190 К. Однак моделі внутрішньої структури Титанії сильно залежать від термальної історії супутника, яка погано відома.

## Поверхня

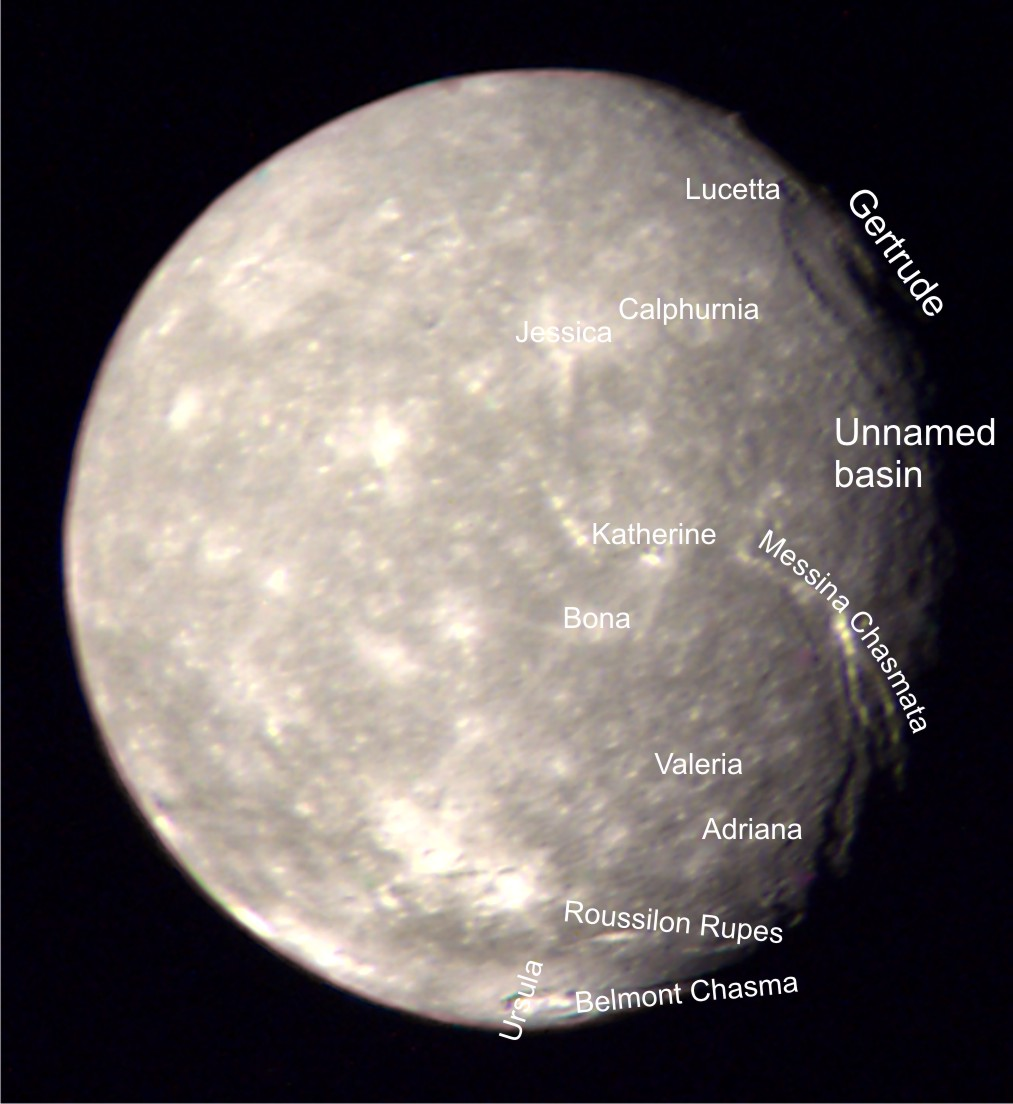
Підписані деякі деталі рельєфу Титанії.

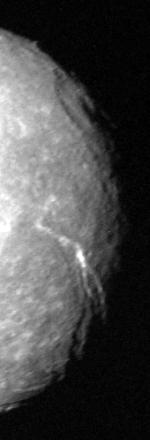
Каньйон Мессіна — величезний каньйон на Титанії

Серед великих супутників Урана Титанія за яскравістю розташовується посередині між темними Обероном та Умбріелем і світлими Аріелем та Мірандою. Поверхня Титанії демонструє сильний опозиційний ефект: при збільшенні фазового кута з 0° до 1° відбивальна здатність зменшується з 35 % до 25 %. У Титанії відносно низьке альбедо Бонда — близько 17 %. Вона має червоний відтінок, але менш сильний, ніж у Оберона. Однак свіжі сліди ударів на поверхні більш сині, а гладкі рівнини, розташовані на ведучій півкулі поблизу кратера Урсула і вздовж деяких грабенів, трохи червоніші. Ведуча півкуля в цілому червоніша від веденої приблизно на 8 %. Ця відмінність може бути пов'язана з гладкими рівнинами і бути випадковою. Взагалі, почервоніння поверхні може бути наслідком космічної ерозії, викликаної бомбардуванням зарядженими частинками і мікрометеоритами протягом мільярдів років. Але у випадку Титанії почервоніння ведучої півкулі, швидше за все, пов'язане з осіданням на ній пилу, який береться, можливо, із зовнішніх супутників Урана.
На Титанії три основних типи деталей рельєфу: кратери, каньйони та уступи. Вона слабше поцяткована кратерами, ніж Оберон чи Умбріель, що вказує на відносну молодість її поверхні. Діаметр кратерів змінюється від декількох кілометрів до 326 км у найбільшого з відомих кратерів і найбільшого на супутниках Урана — Гертруди. Деякі кратери (наприклад, Урсула чи Джесіка) оточені яскравими променями викидів водяного льоду. Всі великі кратери на Титанії мають плоске дно і центральну гірку. Єдиний виняток — кратер Урсула, у якого в центрі яма. На захід від кратера Гертруда розташована область з неправильною топографією, що називається «безіменним басейном», яка може бути сильно зруйнованим кратером з діаметром близько 330 км.
Найбільше є дрібних ударних кратерів, що утворилися в недавні геологічні епохи. Це вказує на те, що Титанія колись мала високу геологічну активність, яка стерла більшу частину давніх кратерів.
Вивчена частина поверхні супутника порізана системою розломів та обривів, які є результатом відносно недавньої геологічної активності. На ній багато каньйонів, які є грабенами — опущеними ділянками поверхні між двома паралельними розломами кори. Найбільший з них — каньйон Мессіна (лат. Messina Chasma), що має 1500 км у довжину і простягається від екватора майже до південного полюса. Цей каньйон набагато більший від земного Великого Каньйону і сумірний з долинами Марінера на Марсі. Деякі каньйони оточені світлими променевими системами. За даними поляриметричних вимірювань, поверхня навколо каньйонів покрита шаром пористої речовини. За однією з гіпотез, це водний іній, що конденсувався на поверхні після виливань рідини з тріщин. Обриви, не пов'язані з каньйонами, називають уступами (лат. Rupes), як, наприклад, уступ Руссільйон, що розташовується біля кратера Урсула.
У січні 1986 Титанія була досліджена космічним апаратом «Вояджер-2», який пролітав на відстані 365 200 км від неї. Вдалося вивчити лише південну, освітлену на той момент Сонцем, частину супутника (на північній частині була полярна ніч тривалістю 42 роки). На кількох знімках «Вояджера-2» видно близько 40 % поверхні супутника. Області вздовж деяких обривів і біля Урсули на знімках з такою роздільністю виглядають гладкими. Ці області, ймовірно, з'явилися набагато пізніше більшості кратерів. Згладжування ландшафту могло бути або ендогенним (пов'язаним з виверженням рідини — кріовулканізмом), або могло бути зумовлене викидами із розташованих поблизу кратерів. Грабени на Титанії мають ширину 20—50 км, глибину 2—5 км і, ймовірно, є наймолодшими деталями рельєфу — вони перетинають і кратери, і гладкі рівнини.
Рельєф Титанії визначається двома протидіючими процесами: утворенням ударних кратерів і ендогенним згладжуванням поверхні. Перший процес діяв на всій поверхні супутника протягом усієї його історії. Другий процес також має глобальний характер, але діяв не з самого початку. Він стер початково сильно кратерований ландшафт, чим пояснюється сучасна рідкісність ударних кратерів на цьому супутнику. Пізніше могли відбуватися додаткові зміни поверхні, які сформували гладкі рівнини. Можливо, ці рівнини — ділянки, покриті викидами з розташованих поблизу кратерів. Найновіші ендогенні процеси були переважно тектонічними; вони стали причиною появи каньйонів — фактично гігантських тріщин у крижаній корі. Розтріскування кори було викликане глобальним розширенням Титанії приблизно на 0,7 %.
| Найменування     | Названо на честь                                         | Тип     | Довжина (діаметр), км | Координати                                                |
| ---------------- | -------------------------------------------------------- | ------- | --------------------- | --------------------------------------------------------- |
| Каньйон Бельмонт | Бальмонт, Італія («Венеційський купець»)                 | Каньйон | 238                   | 8°30′ пд. ш. 32°36′ сх. д. / 8.5° пд. ш. 32.6° сх. д.     |
| Каньйон Мессіна  | Мессіна, Італія («Багато галасу з нічого»)               | Каньйон | 1492                  | 33°18′ пд. ш. 335°00′ сх. д. / 33.3° пд. ш. 335° сх. д.   |
| Уступ Руссільйон | Руссільйон, Франція («Все добре, що добре закінчується») | Уступ   | 402                   | 14°42′ пд. ш. 23°30′ сх. д. / 14.7° пд. ш. 23.5° сх. д.   |
| Адріана          | Адріана («Комедія помилок»)                              | Кратер  | 50                    | 20°06′ пд. ш. 3°54′ сх. д. / 20.1° пд. ш. 3.9° сх. д.     |
| Бона             | Бона («Генріх VI, частина 3»)                            | Кратер  | 51                    | 55°48′ пд. ш. 351°12′ сх. д. / 55.8° пд. ш. 351.2° сх. д. |
| Кальпурнія       | Кальпурнія Пізоніс («Юлій Цезар»)                        | Кратер  | 100                   | 42°24′ пд. ш. 291°24′ сх. д. / 42.4° пд. ш. 291.4° сх. д. |
| Елеонора         | Елеонора Аквітанська («Король Іоанн»)                    | Кратер  | 74                    | 44°48′ пд. ш. 333°36′ сх. д. / 44.8° пд. ш. 333.6° сх. д. |
| Гертруда         | Гертруда («Гамлет»)                                      | Кратер  | 326                   | 15°48′ пд. ш. 287°06′ сх. д. / 15.8° пд. ш. 287.1° сх. д. |
| Імогена          | Імогена («Цимбелін»)                                     | Кратер  | 28                    | 23°48′ пд. ш. 321°12′ сх. д. / 23.8° пд. ш. 321.2° сх. д. |
| Іра              | Іра («Антоній та Клеопатра»)                             | Кратер  | 33                    | 19°12′ пд. ш. 338°48′ сх. д. / 19.2° пд. ш. 338.8° сх. д. |
| Джесіка          | Джесіка («Венеційський купець»)                          | Кратер  | 64                    | 55°18′ пд. ш. 285°54′ сх. д. / 55.3° пд. ш. 285.9° сх. д. |
| Катерина         | Катерина («Генріх VIII»)                                 | Кратер  | 75                    | 51°12′ пд. ш. 331°54′ сх. д. / 51.2° пд. ш. 331.9° сх. д. |
| Лючетта          | Лючетта («Два веронці»)                                  | Кратер  | 58                    | 14°42′ пд. ш. 277°06′ сх. д. / 14.7° пд. ш. 277.1° сх. д. |
| Марина           | Марина («Перикл»)                                        | Кратер  | 40                    | 15°30′ пд. ш. 316°00′ сх. д. / 15.5° пд. ш. 316° сх. д.   |
| Мопса            | Мопса («Зимова казка»)                                   | Кратер  | 101                   | 11°54′ пд. ш. 302°12′ сх. д. / 11.9° пд. ш. 302.2° сх. д. |
| Фріна            | Фріна («Тімон Афінський»)                                | Кратер  | 35                    | 24°18′ пд. ш. 309°12′ сх. д. / 24.3° пд. ш. 309.2° сх. д. |
| Урсула           | Урсула («Багато галасу з нічого»)                        | Кратер  | 135                   | 12°24′ пд. ш. 45°12′ сх. д. / 12.4° пд. ш. 45.2° сх. д.   |
| Валерія          | Валерія («Коріолан»)                                     | Кратер  | 59                    | 34°30′ пд. ш. 4°12′ сх. д. / 34.5° пд. ш. 4.2° сх. д.     |

## Атмосфера
Інфрачервона спектроскопія, виконана з 2001 до 2005, показала наявність на поверхні Титанії водяного льоду і вуглекислого газу. Це вказує на те, що супутник може мати незначну сезонну атмосферу, що складається з вуглекислого газу з атмосферним тиском близько 10−11 бар, таку ж як у супутника Юпітера Каллісто. Такі гази як азот або метан навряд чи можуть бути присутніми через те, що слабка гравітація Титанії не може запобігти їх виходу в космічний простір. При максимальній температурі 89 К, яка досягається під час літнього сонцестояння Титанії, тиск насиченої пари діоксиду вуглецю становить близько 3 нбар.
8 вересня 2001 відбулося покриття Титанією яскравої зірки (HIP106829) з видимою зоряною величиною 7,2; ця подія дозволила уточнити діаметр супутника і встановити верхню межу густини його атмосфери. Вона виявилася рівною 10—20 нбар. Таким чином, якщо атмосфера існує, то вона набагато розрідженіша, ніж у Тритона чи Плутона. Але ці вимірювання фактично не дали нічого нового, оскільки ця межа у кілька разів більша, ніж максимально можливий тиск вуглекислого газу біля поверхні Титанії.
Через специфічну геометрію системи Урана полюси отримують більше сонячної енергії, ніж екватор. Оскільки леткість CO2 росте з температурою, він може накопичуватися в тропічному поясі Титанії, де він зможе стабільно існувати у вигляді льоду на ділянках з високим альбедо і в затінених областях. Коли в одній півкулі літо, температура на полюсі досягає 85—90 К, діоксид вуглецю сублімується та мігрує на нічну сторону. Накопичений вуглекислий лід може бути вивільнений частинками магнітосферної плазми, які розпилюють його з поверхні. Вважається, що Титанія з часів свого формування, що відбулося приблизно 4,6 мільярдів років тому, втратила суттєву кількість вуглекислого газу.

## Походження та еволюція
Як і всі великі супутники Урана, Титанія, ймовірно, сформувалася з акреційного диска газу і пилу, який або існував навколо Урана протягом якогось часу після формування планети, або з'явився при величезному зіткненні, яке, швидше за все, і дало Урану дуже великий нахил осі обертання. Точний склад диска невідомий, однак відносно висока густина супутників Урана у порівнянні з супутниками Сатурна вказує на менший вміст води. Значні кількості вуглецю і азоту можуть існувати у вигляді CO і N2, а не у вигляді метану та аміаку. Супутники, що утворюються в таких туманностях, повинні містити менше водяного льоду (з CO і N2, які утримуються в клатратах) і більше каменю, що може пояснити високу густину.
Утворення Титанії, ймовірно, тривало кілька тисяч років. Її зовнішні шари розігрівалися зіткненнями. Максимальна температура (близько 250 K) була на глибині близько 60 км. Після завершення формування зовнішній шар охолонув, а внутрішній почав нагріватися через розпад радіоактивних елементів у надрах. Поверхневий шар за рахунок охолодження стискався, в той час як внутрішній за рахунок нагрівання розширювався. Це викликало в корі Титанії сильні напруження і призвело до утворення численних розломів, у тому числі, можливо, частину спостережуваних зараз. Цей процес повинен був тривати близько 200 млн років, і в такому випадку ендогенна активність на Титанії зникла мільярди років тому.
Тепла від початкової акреції і розпаду радіоактивних елементів, ймовірно, вистачило, щоб розплавити лід, якщо в ньому є якісь антифризи — аміак (у формі гідрату аміаку) або сіль. Подальше танення могло призвести до відділення льоду від каменю і формування кам'яного ядра, оточеного крижаною мантією. На їхній границі міг з'явитися шар рідкої води, насиченої аміаком. Евтектична температура цієї суміші — 176 К. Якщо б температура океану опустилася нижче цього значення, він би замерз і розширився. Це може пояснити появу більшості каньйонів. Але даних про геологічну історію Титанії досі дуже мало.

## Дослідження
Наявні зображення Титанії великим планом були отримані лише «Вояджером-2» під час дослідження системи Урана у січні 1986 року. Він зближувався з нею на 365 200 км і зняв її з роздільністю близько 3,4 км (з кращою були зняті лише Міранда і Аріель). Зображення покривають 40 % поверхні, але лише 24 % її зняті з точністю, потрібною для геологічного картування. Під час польоту Сонце освітлювало південну півкулю Титанії (як і інших супутників Урана). Таким чином, північна півкуля була в тіні і не могла бути вивчена.
Жоден інший космічний апарат ніколи не відвідував Уран чи Титанію; не плануються відвідування і в недалекому майбутньому. Ідея відправлення до Урана апарата «Кассіні» після завершення його роботи в системі Сатурна була відкинута. Майбутнє іншого проекту — Uranus orbiter and probe — незрозуміле. Крім того, Уран розглядається як одна з проміжних цілей апарата Innovative Interstellar Explorer.